# 赤道潜流

世界の主な海流（暖流は赤、寒流は青）

赤道潜流（せきどうせんりゅう、英: Equatorial Undercurrent）とは、赤道付近で西向きに流れている北赤道海流や南赤道海流の直下で、東へと流れている海流のこと。この海流は、1952年、タウンゼント・クロムウェルが発見したことにより、日本語でもクロムウェル海流（英: Cromwell current）と表記されることが多い。
水深100m以上の位置で流れ、幅200 - 300km、長さ数千km、最大流速が秒速150cm（時速5.4km）に達し、流量が毎秒4000万tと見積もられる大海流である。この流量はミシシッピ川のおよそ1000倍にもなり、1964年のギネスブックにも登録された。
潜流（せんりゅう、英: submarine rivers、undercurrent）は、海洋学において比較的新しい分野であり、不明な点が多い。